# جون ماكغراث (لاعب كرة قدم)
جون ماكغراث (بالإنجليزية: John McGrath)‏ هو لاعب كرة قدم بريطاني في مركز جناح ‏، ولد في 21 مارس 1932 في Tidworth ‏ في المملكة المتحدة. لعب مع دارلينجتون إف سى ونادي ألدرشوت ونادي بوسطن يونايتد ونوتس كاونتي.